# François Levasseur
Pour les articles homonymes, voir Levasseur.
 (avril 2012).
Si vous disposez d'ouvrages ou d'articles de référence ou si vous connaissez des sites web de qualité traitant du thème abordé ici, merci de compléter l'article en donnant les références utiles à sa vérifiabilité et en les liant à la section « Notes et références ».
François Levasseur, mort en 1652 sur l'île de la Tortue, est un officier de marine huguenot, premier gouverneur de l'île de la Tortue, à Saint-Domingue (actuelle Haïti).

## Biographie
Il accompagna Pierre Belain d'Esnambuc, dans les années 1620 à Saint-Christophe, dans ses courses aux Antilles contre les Espagnols. Ayant émigré à Saint-Christophe, cet ingénieur militaire de formation commande une compagnie de milice avant d'être nommé directeur des fortifications de la colonie en 1639. 
En 1640, Philippe de Longvilliers de Poincy, lieutenant-général des îles d'Amériques pour le roi de France, envoie Levasseur prendre possession de l'île de la Tortue, situé près de Saint-Domingue (actuelle Haïti). Mouillant au Port-Margot, François Levasseur débarqua à la Tortue avec 100 hommes et en chasse (officiellement) les Anglais en s'assurant du concours des habitants de l'île, eux-mêmes en majorité français. Plusieurs anglais, qui avaient fui la Barbade en 1639 sous la direction de Robert Flood pour rejoindre la Tortue et y cultiver du tabac, sont en fait restés sous son mandat de gouverneur.
Il fait édifier le premier point d'appui, le Fort de Rocher (ou fort de Roche), puis fort du Saint Sacrement, qu'il appelle « fort de l'Enfer » et dans lequel il installe une prison de fer surnommée « le Purgatoire », pour se moquer de ce qu'il considère comme les « superstitions papistes ». Les chapelles des catholiques sont détruites et il est interdit de célébrer la messe sur l'île. Dès l'installation de Levasseur, une tentative d'invasion de l'île par les Espagnols d'Hispaniola est repoussée.
Il fait venir des centaines d'Européennes pour mettre fin au « matelotage », des unions homosexuelles au sein des pirates et boucaniers.[réf. nécessaire] En 1648, la tentative de prise de contrôle de l'île de la Tortue par les Anglais est repoussée.
Levasseur administre l'île d'une main de fer, levant pour lui-même de lourds impôts sur toutes les transactions. Il est victime en 1652 d'un complot et assassiné par deux de ses lieutenants, Thibault et Martin. Le chevalier de Fontenay, le remplace en 1652 et en 1665, l'île passe sous le contrôle de Bertrand d'Ogeron de La Bouëre.